# 김춘례
김춘례(金春禮, 1966년 6월 21일~)는 대한민국의 핸드볼 선수이다. 1984년 하계 올림픽에서 은메달을 획득하였고 1988년 하계 올림픽에서 금메달을 획득하여 대한민국의 첫 올림픽 구기 종목 금메달 획득에 기여했다.

## 경력
전라남도 무안군 출신으로 양정국민학교 재학 시절에는 육상 선수로 활동했으나 학교 핸드볼팀 코치의 권유로 핸드볼에 입문했다. 이후 해제여자중학교를 거쳐 백제여자상업고등학교으로 진학했다. 백제여상 재학 시절인 1983년에 대한민국 주니어 국가대표로 발탁되었으며, 프랑스에서 열린 1983년 세계 주니어 핸드볼 선수권 대회에 참가하여 유고슬라비아를 누르고 동메달을 획득했다. 고등학교를 졸업한 후인 1984년에 초당약품 실업 핸드볼팀에 입단하였다. 
그 해에 미국 로스앤젤레스에서 열린 1984년 하계 올림픽 국가대표로 발탁되며 처음으로 대한민국 국가대표팀의 부름을 받았으며 당시 여자 핸드볼 국가대표팀 구성원 중 가장 어렸다. 김춘례는 오스트리아, 미국, 중화인민공화국과의 경기에서 각각 2골, 1골, 1골을 기록하여 대한민국의 결승 진출에 기여했다. 유고슬라비아와의 결승전에서 3골을 기록했으나 대한민국은 유고슬라비아에게 23-29로 패하여 은메달을 획득했다. 김춘례는 올림픽 은메달을 획득한 공로로 다른 은메달리스트들과 함께 대한민국 정부로부터 체육훈장 맹호장을 받았다.
이듬해인 1985년에는 고국 대한민국에서 열린 1985년 세계 주니어 선수권 대회에 참가했으며 팀은 결승전에서 소련에게 패하여 은메달을 획득했다. 1986년 8월에는 스웨덴에서 열린 스테나컵 국제 핸드볼 대회에 대한민국 국가대표로 참가하여 우승했으며, 같은 해 12월에는 네덜란드에서 열린 1986년 세계 선수권 대회에도 참가하였으나 팀은 11위에 머물렀다. 
1987년 8월에는 요르단 암만에서 열린 제1회 대회인 1987년 아시아 선수권 대회에 참가하였으며 대한민국 대표팀은 이 대회에서 중국 대표팀을 꺾고 우승을 차지했다. 이듬해인 1988년 9월에 대한민국 서울에서 열린 1988년 하계 올림픽에 참가하는 핸드볼 대표팀에도 합류했다. 올림픽 본선에서는 체코슬로바키아와의 경기에서 6골을 넣은 것을 시작으로 활약을 펼쳤고 결승에서 소련 국가대표팀을 꺾으며 대한민국의 금메달 획득에 기여했다. 이는 대한민국의 첫 핸드볼 금메달이자 구기 종목에서 획득한 첫 올림픽 금메달이다. 당시 전라남도의 도지사인 문창수는 당시 핸드볼 대표팀 구성원 중 전남 태생인 김명순, 김현미, 김경순, 이기순, 한현숙와 함께 김춘례의 이름을 기재한 현수막을 전라남도청 정문에 걸게 하였다. 김춘례는 올림픽 금메달을 획득한 공로로 대한민국 정부로부터 체육훈장 청룡장을 수여받았다. 88 올림픽 이후로 국가대표에서 은퇴했고 1989년 10월 20일에 김현미와 함께 전국체전을 끝으로 은퇴했다.

## 수상

### 클럽
초당약품
- 전국 종합 핸드볼 선수권 대회: 우승(1985, 1987), 준우승(1984), 3위(1988)
- 대통령기 핸드볼 선수권 대회: 준우승(1986)
- 대한체육회장배 전국 여자 실업 핸드볼 대회: 우승(1986)
- 핸드볼연맹회장배: 우승(1989)
- 전국체육대회: 준우승(1989)

### 국가대표팀
대한민국
 올림픽
- 1988년 올림픽 금메달
- 1984년 올림픽 은메달

아시아 선수권 대회
- 1987년 아시아 선수권 대회 금메달

기타 대회
- 스테나컵: 우승(1986)

 대한민국 U-20
세계 주니어 선수권 대회
- 1985년 세계 주니어 선수권 대회 은메달
- 1983년 세계 주니어 선수권 대회 동메달

### 수훈
- 체육훈장 청룡장(1988년 10월 5일)
- 체육훈장 맹호장(1984년 8월 17일)
- 대통령 표창(1986년 6월 2일)